# Герра, Сузана
Сузана Герра (порт. Susana Guerra; род. 24 января 1980 года в Фигейра-да-Фош, Португалия) — португальская певица, которая представляла Португалию на конкурсе песни «Евровидение 2014», с песней «Quero ser tua».